# Nuestra Belleza México 2013
Nuestra Belleza México 2013 fue la 20.ª edición del certamen Nuestra Belleza México la cual se realizó en el Aeropuerto Internacional Lic. Adolfo López Mateos de la ciudad de Toluca, Estado de México el sábado 19 de octubre de 2013. Treinta y tres candidatas de toda la República Mexicana compitieron por el título nacional, el cual fue ganado por Josselyn Garciglia de Baja California Sur quien compitió en Miss Universo 2014 en Doral, Estados Unidos. Garciglia fue coronada por la Nuestra Belleza México saliente Cynthia Duque, convirtiéndose en la primera y única sudcaliforniana en ir a Miss Universo.
El título de Nuestra Belleza Mundo México 2013 fue ganado por Daniela Álvarez de Morelos quien compitió en Miss Mundo 2014 en Reino Unido logrando colocarse dentro del Top 11. Álvarez fue coronada por la Nuestra Belleza Mundo México saliente Marilyn Chagoya, convirtiéndose en la segunda morelense en ir a Miss Mundo.
4 meses después del concurso nacional, en febrero de 2014, se designó oficialmente a Vianey Vázquez de Aguascalientes como Nuestra Belleza Internacional México 2014 representando al país en Miss Internacional 2014 en Japón logrando colocarse dentro del Top 10. Así mismo, el día 12 de agosto de 2014, se hizo oficial la designación de Vanessa López de Sonora como Reina Hispanoamericana México 2014 compitiendo en Reina Hispanoamericana 2014 en Bolivia logrando colocarse como Virreina Hispanoamericana.
Por segundo año consecutivo y por sexta vez en la historia del concurso, dos finales fueron realizadas por separado para seleccionar a las Ganadoras de los títulos "Nuestra Belleza México" y "Nuestra Belleza Mundo México".
El reconocimiento "Corona al Mérito" fue para Marisol González, Nuestra Belleza México 2002 por su destacada trayectoria como actriz y conductora de televisión.

## Resultados
.
| Posición                    | Candidata |
| Nuestra Belleza México 2013 | - Baja California Sur - Josselyn Garciglia |
| 1.ª Finalista               | - Sonora - Vanessa López |
| 2.ª Finalista               | - Aguascalientes - Vianey Vázquez |
| 3.ª Finalista               | - Jalisco - Nereyda Sánchez Δ |
| 4.ª Finalista               | - Chihuahua - Ana Lucía Baduy |

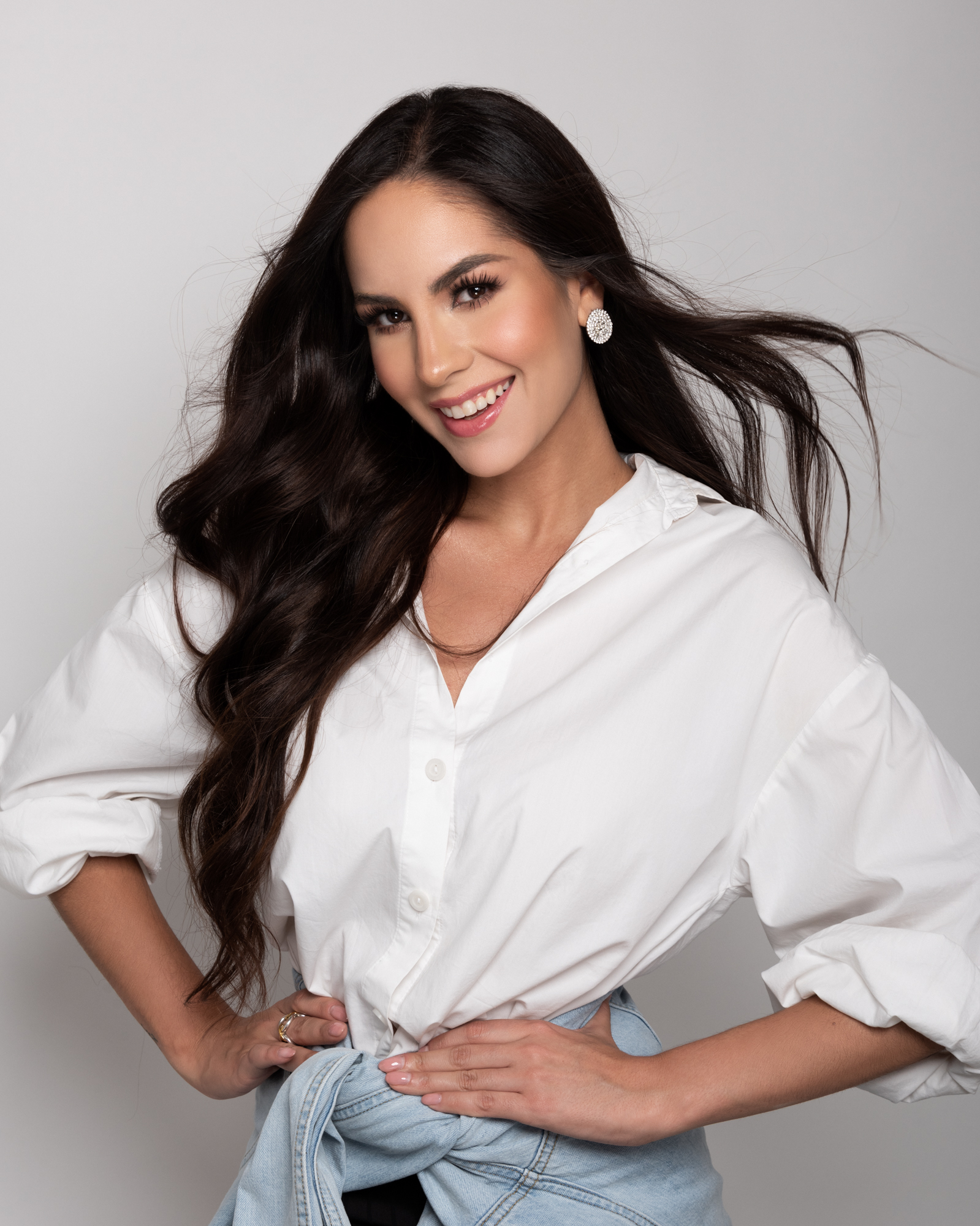
Vanessa López
Nuestra Belleza Sonora 2013, 1° Finalista en Nuestra Belleza México 2013 y Virreina Hispanoamericana 2014

| Top 10                      | - Distrito Federal - Paulina García - Estado de México - Jeannine Saad - Nuevo León - Vanesa Montemayor - Tabasco - Rosa Ethel Pérez - Veracruz - Estefanía Cobos |
| Top 15                      | - Coahuila - Elisa Villarreal - Durango - Paulina Fallad - Querétaro - Korina Salinas Δ - Tamaulipas - Bárbara Falcón § - Yucatán - Maritza Heredia Δ             |

- § Votada por las concursantes para completar el cuadro de 15 semifinalistas.
- Δ Ganadoras de los Fast-track que otorgan el pase directo al cuadro de 15 semifinalistas.

## Áreas de competencia

### Semifinal: Nuestra Belleza Mundo México
La competencia semifinal y elección de "Nuestra Belleza Mundo México" se realizó en el Aeropuerto Internacional Lic. Adolfo López Mateos de la ciudad de Toluca, Estado de México el jueves 17 de octubre, dos días antes de la competencia final. Previo al final del evento, todas las candidatas compitieron en traje de baño y traje de noche como parte de la selección de las 10 candidatas quienes completarían el top 15 (ya que 5 candidatas tuvieron el pase directo al Top 15 por ganar alguno de los 5 premios otorgados por la Organización en base a su desempeño durante el periodo de concentración previo al evento final). El nombre de las 10 concursantes que formaron parte del Top 15 fue revelado durante el inicio en vivo del evento final. La conducción del evento estuvo a cargo de Karla Gómez y Jan.
La ganadora de Nuestra Belleza Mundo México 2013 fue Daniela Álvarez de Morelos quien compitió en Miss Mundo 2014 en Reino Unido. Álvarez fue coronada por la Nuestra Belleza Mundo México  saliente Marilyn Chagoya, convirtiéndose en la segunda morelense en ir a Miss Mundo. El evento fue la 6.ª edición del concurso "Nuestra Belleza Mundo México" como concurso oficial donde de manera individual se elige a la representante de México para Miss Mundo. La ganadora de este evento no participó en la competencia final. La parte musical fue amenizada por Jenny and the Mexicats.
| Posición                          | Candidata                                                                                                |
| Nuestra Belleza Mundo México 2013 | - Morelos - Daniela Álvarez                                                                              |
| 1.ª Finalista                     | - Sonora - Vanessa López                                                                                 |
| Top 5                             | - Baja California Sur - Josselyn Garciglia - Nuevo León - Vanesa Montemayor - Querétaro - Korina Salinas |

#### Jurado Preliminar
Estos son los miembros del jurado preliminar, que eligieron a las 10 semifinalistas que completarían el Top 15 durante la Competencia Semifinal, luego de ver a las candidatas en privado durante entrevistas y pasarela en traje de baño y gala:
- Nicandro Díaz - Productor de televisión
- Juan Osorio - Productor de televisión
- Sergio Mayer - Actor de televisión
- Diego Di Marco - Conductor de televisión y coach de estilo de vida
- Dr. Ángel Carranza - Cirujano plástico
- Silvia Galván - Diseñadora de imagen
- Anagabriela Espinoza - Conductora de televisión y Miss Internacional 2009
- Carolina Morán - Conductora de televisión y Nuestra Belleza Mundo México 2006
- Dafne Molina - Conductora de televisión y Nuestra Belleza Mundo México 2004

### Final
La gala final fue transmitida en vivo a través del Canal de las Estrellas para todo México y Univisión para la comunidad hispanohablante de Estados Unidos y América Latina desde el Aeropuerto Internacional Lic. Adolfo López Mateos de la ciudad de Toluca, Estado de México el sábado 19 de octubre de 2013. La conducción del evento estuvo a cargo de Marisol González y René Strickler, acompañados de Erika Honstein en el backstage.
El grupo de 15 semifinalistas se dio a conocer durante la competencia final: 10 seleccionadas por un jurado preliminar, quienes eligieron a las concursantes que más destacaron en las tres áreas de competencia durante la etapa preliminar y 5 ganadoras de los reconocimientos especiales que otorga la Organización.
- Las 15 semifinalistas desfilaron en una nueva ronda en traje de baño, donde salieron de la competencia 5 de ellas.
- Las 10 semifinalistas desfilaron en vestido de noche, posteriormente 5 de ellas fueron eliminadas.
- Las 5 finalistas se sometieron a una pregunta final y posteriormente dieron una última pasarela, donde el panel de jueces consideró la impresión general que dejó cada una de las finalistas para votar y definir posiciones finales.

#### Jurado Final
Estos son los miembros del jurado que evaluaron a las concursantes:
- Nicandro Díaz - Productor de televisión
- Juan Osorio - Productor de televisión
- Sergio Mayer - Actor de televisión
- Diego Di Marco - Conductor de televisión y coach de estilo de vida
- Dr. Ángel Carranza - Cirujano plástico
- Silvia Galván - Diseñadora de imagen
- Anagabriela Espinoza - Conductora de televisión y Miss Internacional 2009
- Carolina Morán - Conductora de televisión y Nuestra Belleza Mundo México 2006
- Dafne Molina - Conductora de televisión y Nuestra Belleza Mundo México 2004

#### Entretenimiento
- Intermedio: Pepe Aguilar interpretando "Lástima que seas Ajena" y "Mujeres Divinas"
- Traje de Noche: Álex Ubago interpretando "Ella Vive en Mí" y "Mientras tú me Quieras"

### Premios Especiales
| Premio                   | Candidata                                  |
| Nuestra Modelo           | - Jalisco - Nereyda Sánchez                |
| Las Reinas Eligen        | - Tamaulipas - Bárbara Falcón              |
| Nuestro Talento          | - Morelos - Daniela Álvarez                |
| Nuestra Belleza en Forma | - Yucatán - Maritza Heredia                |
| Premio Académico         | - Querétaro - Korina Salinas               |
| Personalidad Fraiche     | - Baja California Sur - Josselyn Garciglia |
| Camino al Éxito Andrea   | - Aguascalientes - Vianey Vázquez          |

### Competencia de Traje Típico
En esta competencia las concursantes no fueron evaluadas, únicamente los trajes típicos. Es una competencia que muestra la riqueza del país que se encarna en los trajes coloridos y fascinantes hechos por diseñadores mexicanos donde se combina el pasado y el presente de México.
Para la Organización Nuestra Belleza México este evento es muy importante porque se da a conocer el trabajo creativo de los grandes diseñadores mexicanos y también selecciona el traje para representar a México en el Miss Universo.
El diseñador del traje típico ganador recibe el premio "Aguja Diamante".
| Posición      | Estado |
| Traje Ganador | - Jalisco - "Quetzalcóatl" |
| Top 5         | - Baja California - "México Lindo" - Colima - "Serpiente de Luz, Equinoccio de Primavera" - Oaxaca - "Sandunga, Sangre Tehuana" - Veracruz - "Diosa Quetzalcóatl" |

| - Aguascalientes - "Serenata Mexicana" - Baja California - "México Lindo" - Campeche - "Fiesta de Sarao Campechano" ' - Colima - "Serpiente de Luz, Equinoccio de Primavera" - Colima - "Galereña" - Colima - "Comerciante Indígena, Mujer de Lucha" - Durango - "Talavera Mexicana" - Jalisco - "Bella Flor de Maíz" - Jalisco - "Quetzalcóatl" | - Oaxaca - "Sandunga, Sangre Tehuana" - Oaxaca - "Raíces Malacateras" - Oaxaca - "Alebrije Oaxaqueño" - Sinaloa - "Mucume" - Sinaloa - "Zandunguera" - Tabasco - "Paraíso Lindo - Veracruz - "Jarocha" - Veracruz - "Achuykaak, Diosa de la Guerra - Veracruz - "Diosa Quetzalcóatl" - Yucatán - "Victoria, Novia de Filigrana y Oro" |

## Candidatas
| Estado              | Candidata                            | Edad | Estatura | Residencia              |
| Aguascalientes      | Vianey del Rosario Vázquez Ramírez   | 19   | 1.78     | Aguascalientes          |
| Baja California     | Ana Paulina Assemat Romero           | 19   | 1.71     | Tijuana                 |
| Baja California Sur | Josselyn Azzeneth Garciglia Bañuelos | 23   | 1.73     | La Paz                  |
| Campeche            | Silvia Minerva García Cruz           | 19   | 1.76     | Ciudad del Carmen       |
| Chiapas             | Karla Jazmín Tovar Escobar           | 23   | 1.73     | Palenque                |
| Chihuahua           | Ana Lucía Baduy Valles               | 22   | 1.77     | Chihuahua               |
| Coahuila            | Elisa María Villarreal Hernández     | 21   | 1.79     | Castaños                |
| Colima              | Karen Estefanía Arceo Gallegos       | 22   | 1.70     | Colima                  |
| Distrito Federal    | Paulina García Robles                | 20   | 1.73     | Ciudad de México        |
| Durango             | Paulina Herrera Fallad               | 20   | 1.72     | Durango                 |
| Estado de México    | Jeannine Laurette Saad Meraz         | 19   | 1.68     | Metepec                 |
| Guanajuato          | Giovana Vázquez Fuentes              | 21   | 1.78     | Moroleón                |
| Guerrero            | Bárbara Mariel Pozos Morales         | 20   | 1.76     | Acapulco                |
| Hidalgo             | Shantal Montaño Ricaño               | 23   | 1.68     | Tulancingo              |
| Jalisco             | Paola Nereyda Sánchez Corona         | 20   | 1.78     | Guadalajara             |
| Jalisco             | Rocío Hernández Zamudio              | 19   | 1.72     | San Ignacio Cerro Gordo |
| Michoacán           | Britania Lizbeth Méndez Castellanos  | 22   | 1.81     | Apatzingán              |
| Morelos             | Daniela Álvarez Reyes                | 19   | 1.74     | Cuernavaca              |
| Nayarit             | Yessica Jazmín Orozco Huitrón        | 22   | 1.78     | Tepic                   |
| Nuevo León          | Vanesa Montemayor Cortez             | 20   | 1.74     | Monterrey               |
| Oaxaca              | Yamilé Guerrero Hernández            | 19   | 1.68     | Loma Bonita             |
| Puebla              | Katyna Sánchez de Cima de Crescenzo  | 20   | 1.68     | Puebla                  |
| Querétaro           | Carla Korina Salinas Orban           | 20   | 1.75     | Querétaro               |
| San Luis Potosí     | Alejandra Wallen Flores              | 21   | 1.72     | San Luis Potosí         |
| Sinaloa             | Irma Cecilia Padilla Soto            | 22   | 1.75     | Culiacán                |
| Sonora              | Vanessa López Quijada                | 18   | 1.73     | Nogales                 |
| Sonora              | Clarisa Lucía Sandoval Valenzuela    | 20   | 1.77     | Navojoa                 |
| Tabasco             | Rosa Ethel Pérez Quevedo             | 23   | 1.77     | Villahermosa            |
| Tamaulipas          | Bárbara Giovanni Falcón Prieto       | 23   | 1.70     | Nuevo Laredo            |
| Tlaxcala            | Nydia Galindo Salas                  | 22   | 1.81     | Apizaco                 |
| Veracruz            | Blanca Lilia Lima Quiroz             | 22   | 1.72     | Poza Rica               |
| Veracruz            | Luz Estefanía Cobos Rivera           | 22   | 1.80     | Poza Rica               |
| Yucatán             | Maritza Heredia Torre                | 23   | 1.72     | Mérida                  |

## Sobre los Estados en Nuestra Belleza México 2013

### Estados designados a la competencia
- Jalisco - Rocío Hernández
- Sonora - Clarisa Sandoval
- Veracruz - Estefanía Cobos

### Estados que se retiran de la competencia
- Zacatecas - Alejandra Sandoval declinó su participación debido a una cirugía  de emergencia (Apendicitis) el 18 de septiembre de 2013, un mes antes de la final nacional. Su 1.ª Finalista Estefany Camargo por motivos personales y laborales tampoco pudo representar al estado.[8]

### Estados que regresan a la competencia
- Compitieron por última vez en 2011:
  -  Campeche

## Crossovers
| Miss Universo - 2014: Baja California Sur - Josselyn Garciglia Miss Mundo - 2014: Morelos - Daniela Álvarez (Top 10) Miss Internacional - 2014: Aguascalientes - Vianey Vázquez (Top 10) Miss Supranacional - 2023: Sonora - Vanessa López (Top 12) Reina Hispanoamericana - 2014: Sonora - Vanessa López (Virreina) Reinado Internacional del Café - 2014: Veracruz - Estefanía Cobos (No Compitió) Diosa Maya Internacional - 2014: Veracruz - Estefanía Cobos (Ganadora) Nuestra Belleza Latina - 2013: Tamaulipas - Bárbara Falcón (8.ª Finalista) Miss Latina Universo (Cancelado) - 2014: Chihuahua - Ana Lucía Baduy - 2014: Durango - Paulina Fallad Miss México - 2023: Sonora - Vanessa López (Miss México Supranational) Miss Earth México - 2012: Tlaxcala - Nydia Galindo (Top 8) - Representando a Puebla - 2008: Hidalgo - Shantal Montaño Miss Líbano México - 2016: Estado de México - Jeannine Saad (2.ª Finalista) Mexico's Next Top Model - 2014: Tlaxcala - Nydia Galindo (12.ª Finalista) Miss F1 de México - 2015: Aguascalientes - Vianey Vázquez (2.ª Finalista) - 2015: Durango - Pulina Fallad - 2015: Estado de México - Jeannine Saad - 2015: Hidalgo - Shantal Montaño - 2015: Jalisco - Nereyda Sánchez - 2015: Querétaro - Korina Salinas - 2015: Sonora - Vanessa López - 2015: Sonora - Clarissa Sandoval - 2015: Tabasco - Rosa Ethel Pérez - 2015: Yucatán - Maritza Heredia | Mexicana Universal Durango - 2019: Durango - Paulina Fallad (Designada) Nuestra Belleza Aguascalientes - 2012: Aguascalientes - Vianey Vázquez (1.ª Finalista) Nuestra Belleza Chiapas - 2011: Chiapas - Karla Tovar Nuestra Belleza Coahuila - 2010: Coahuila - Elisa Villarreal (1.ª Finalista) Nuestra Belleza Jalisco - 2013: Jalisco - Rocio Zamudio (Top 5) Nuestra Belleza Puebla - 2011: Tlaxcala - Nydia Galindo Nuestra Belleza Sonora - 2013: Sonora - Clarissa Sandoval (1.ª Finalista) Nuestra Belleza Tabasco - 2012: Tabasco - Rosa Ethel Pérez Nuestra Belleza Veracruz - 2013: Veracruz - Estefanía Cobos (1.ª Finalista) Miss Sonora - 2021: Sonora - Vanessa López (Designada) Miss Earth Hidalgo - 2008: Hidalgo - Shantal Montaño (Ganadora) Miss Earth Puebla - 2012: Tlaxcala - Nydia Galindo (Ganadora) Miss Texas USA - 2017: Tamaulipas - Bárbara Falcón (1.ª Finalista) - 2016: Tamaulipas - Bárbara Falcón (2.ª Finalista) - 2013: Tamaulipas - Bárbara Falcón (3.ª Finalista) - 2012: Tamaulipas - Bárbara Falcón (2.ª Finalista) - 2009: Tamaulipas - Bárbara Falcón (Top 15) Miss Texas Teen USA - 2008: Tamaulipas - Bárbara Falcón (Top 15) - 2007: Tamaulipas - Bárbara Falcón - 2006: Tamaulipas - Bárbara Falcón Reina de la Feria de San Marcos - 2019: Aguascalientes - Vianey Vázquez (Ganadora) Reina del Carnaval del Carmen - 2010: Campeche - Minerva García (Princesa) Reina del Carnaval de Mérida - 2016: Yucatán - Maritza Heredia (Ganadora) Señorita UAEH - 2008: Hidalgo - Shantal Montaño (Ganadora) |